# 宇宙実験・観測フリーフライヤ
宇宙実験・観測フリーフライヤ（英語: Space Flyer Unit、SFU）は、日本初の回収・再利用可能な人工衛星。1995年3月18日にH-IIロケット3号機で打ち上げられ、1996年1月13日にスペースシャトルで回収され地球へ持ち帰られた。
無重力を利用した実験環境の提供や宇宙機用モジュールの動作を実証する宇宙実験・観測システムとして、3省庁から科学技術庁宇宙開発事業団 (NASDA) 、文部省宇宙科学研究所 (ISAS)、通商産業省新エネルギー・産業技術総合開発機構 (NEDO) 、同省無人宇宙実験システム研究開発機構 (USEF) が共同で開発した。

## 目的
再利用可能な宇宙実験観測・装置を打ち上げ、回収する事によりそのコンセプトの有効性を検証する事及び軌道上での各種実験と観測を目的とした。

## 歴史

### 計画
- 1983年 - ISASに「小型宇宙プラットフォーム（SFU）ワーキンググループ」が発足[2]。
- 1986年 - H-IIロケットで打ち上げられることが決定[2]。
- 1987年5月 - NASDA、ISAS、USEFで「SFU実施ワーキンググループ」が発足[注釈 1][1]。
- 1989年 - ひまわり5号と相乗りが決定[2]。
- 1994年2月7日 - NASAと本契約を締結[1]。

### 運用
時刻は日本時間。
- 1995年
  - 2月1日 - 計画ではこの日に打ち上げる予定だったが、SFUのRCS用燃料の一部が内部リークする不具合により延期された[3]。
  - 3月18日 17時01分 - H-IIロケット3号機でひまわり5号(GMS-5)と共に種子島宇宙センターから打ち上げられた。打ち上げは成功し、高度330kmの軌道に投入され、太陽電池パドルの展開と太陽指向姿勢を確立した。
  - 3月19から23日 - 軌道変換スラスタ(OCT)を用いた5回の軌道制御によって運用軌道である高度486kmに到達[4]。
  - 3月26日 - 実験運用を開始[4]。
  - 3月30日 - IRTSによる観測とBIOの実験が開始された。IRTSは極低温・超流動液体ヘリウムの寿命を考慮し、BIOはイモリの産卵を対象とした実験であることから優先された[5][6]。
  - 12月26日 - 予定していた太陽指向3軸安定制御が外れ、冗長系の安全機能により23日から太陽捕捉モードで回転していることが判明。Z軸回りの制御スラスタ（RCS）の故障により回転の抑制ができず、太陽電池パドルへの日照条件も悪いことからバッテリーの電力も枯渇していた。スラスタの切り替えを実施して回転状態から復帰した[7]。
- 1996年
  - 1月4日 - スラスタの故障を踏まえた上で回収可能と判断し、飛行準備完了審査会でSTS-72の打ち上げがGOとなる[8]。
  - 1月11日 - ミッションSTS-72となるスペースシャトルエンデバーが打ち上げ。
  - 1月13日[4]
    - 14時50分 - SFUとエンデバーが直接交信可能となる。
    - 17時09分 - SFUの太陽電池パドル（SAP）収納を開始するが、収納完了を示すラッチが確認できず3回収納を試行するも収納が完了せず。
    - 18時35分、47分 - SAP-1とSAP-2を分離し投棄。
    - 19時56分 - 若田光一の操縦するシャトル・リモート・マニピュレータ・システム(SRMS)によりSFUを捕獲。
    - 20時39分 - シャトルの貨物室にSFUが固定され、電力供給開始。
    - 21時57分 - SFUの電源断。

  - 1月20日 16時42分（アメリカ東部標準時で2時42分） - エンデバーはケネディ宇宙センターに着陸・帰還した[3]。
  - 3月5日 - SFU本体はジョージア州サバンナで通関手続きをした後、日本へ出航（実験サンプルは別途空輸）[9]。
  - 3月29日 - SFUが横浜港に到着[6]。

### 展示
- 2004年11月 - 東京上野にある国立科学博物館の地球館[注釈 2]開館に合わせて分散保管されていた機器が再組立てされ、実機が地球館2階で永久展示されている[10]。

## 機体設計
SFUは多目的の再利用型宇宙機を目指し、実験機器の搭載や載せかえを効率良く行うことができるようモジュール化されている。全体として八角形の機体内部は8つの区画に分けられ、このうち6つが実験用スペースとして顧客に貸し出される。計画段階では将来的な顧客として宇宙に不慣れな任意の団体が想定されたため、機体には堅牢さと柔軟性の双方が要求された。
回収ミッションは有人であるため、機体にはそれ相応の安全性が要求された。信頼性の確認には、機体を数学的にモデル化し、コンピューターを用いてシミュレーションするという手法が取られるが、当機においては数学モデルの徹底的な検証が要求された。また推進剤に使うヒドラジンは猛毒のため、燃料漏れを防ぐための様々な対策が施された。特にヒドラジンの凍結・融解時の体積変化による配管破裂を防ぐため、楕円配管の採用とシャトルからの電力供給による保温、シャトル全体の姿勢制御による燃料の攪拌という3重の対策がとられた。
SFUの本体システムでは「ハイテク」は避け成熟した技術で固める方針がとられたが、フレキシブル太陽電池アレイとランデブー軌道運用だけは実績のない新規開発とした。
衛星の大きさは回収のためにスペースシャトルの貨物室の内径4.7mに合わせて設計され、H-IIロケットはロケット本体の直径4mよりも大きい直径5mのフェアリングが使用できるよう設計された。

## 搭載装置

### 実験装置
搭載される実験装置は、参画した3機関に重量・電力・実験時間等のリソースの割り当てが等しくなるよう配分された。8つのセグメントのうち2つをバスユニット（BSU）が使用するため、残る6つのペイロードユニット（PLU）を実験装置で使用し、うち1つを筐体で囲わないIRTSとした。また、2D/HV、SPDP、EFFUは太陽指向面のデッキに取り付けられた。

#### ISAS
- 宇宙赤外望遠鏡（IRTS）
- ２次元展開／高電圧ソーラーアレイ（2D/HV）
- 電気推進実験（EPEX）
- プラズマ計測装置（SPDP）
- 宇宙生物実験（BIO）
- 凝固・結晶成長実験（MEX）

#### NASDA
- SFU搭載実験機器部（EFFU）
- 気相成長基礎実験装置（GDEF）

#### NEDO・USEF
- 複合加熱炉（GHF）
- 焦点加熱炉（MHF）
- 単熱炉（IHF）

### 電源系
バッテリーは19AhのNiCd電池を32個直列にしたものを4台並列して搭載し、日陰時でも850Wを実験装置に供給し、回収時には太陽電池パドルを収納してからスペースシャトルから電源供給を受けるまでの間に電力を維持できるよう設計された。
太陽電池パドル（SAP）は幅2m×長さ9.7m×厚さ50μmのポリイミドフィルムに、2cm×4cm×200μmの太陽電池シリコンセルが2翼で合計約28,000枚貼り付けられ、パネル単位では片翼48枚（うち本体側2枚と先端側1枚は影を避けるためセルを実装しないブランクパネル）あり、収納状態では厚さ20cmとなる。コイル状に伸縮するマストにより保持される。パドル重量53kg、展開時間は15分。再収納に失敗した場合でもSFUが回収不能になる全損事故を防ぐため分離投棄する機能が最初から盛り込まれていた。

#### SAPの収納失敗
シャトルによる回収前のSAP収納の失敗においては、ラッチ位置の手前10cm程度の位置でパドル駆動モータの過電流防止回路によって停止したものであった。片翼に3つある収納完了を示すスイッチのうち1つでも動作すれば収納とみなす取り決めだったがいずれも動作せず、NASAの合意を得て予定を上回る回数の再収納を試みた後に、シャトルクルーのスケジュールが迫っていることもあって事前の取り決めに従ってSAPを投棄した。67m離れた位置を飛行するシャトルに搭乗していた若田は「根元まで格納しているように見えたが、ラッチについては目視での確認は不可能だった」と証言している。
パネルのうちSFU本体側の2枚分のブランクパネルが逆折れしたことが原因であると推測され、これは地上試験からは想定されていない挙動であった。エンジニアリングモデルを用いた再現試験において重力補正のために使用していた吊り具を使わずに収納した場合にパネルの中央部付近が逆折れを起こすことが確認され、地上の重力環境下における薄膜構造の挙動予測の難しさを示す例ともなった。薄膜による太陽電池パドルの技術は1998年に打ち上げられた通信放送技術衛星かけはし（COMETS）でも採用されており、その運用中の予定を上回る7回の収納展開動作でも収納トラブルは発生しなかった。

### 推進・姿勢制御系
- 姿勢制御用ガスジェット装置（RCS）
  - ヒドラジン一液式、ブローダウン方式、搭載推薬：99.8kg（回収時残留量：51.3kg）
  - 3N×3個（L）と23N×1個（H）を1モジュールとして4組[20]
- 軌道変換スラスタ（OCT）
  - ヒドラジン一液式、ブローダウン方式・調圧方式併用[21]、搭載推薬：649.9kg（回収時残留量：453.1kg）[15]
  - 23N×4個×2系統
  - H-IIによる軌道投入直後のSFUによる軌道変更では使用されたが、回収時はスペースシャトル側がSFUの軌道に接近する方式となったため使用されなかった[21]。

#### RCSの故障
スペースシャトルの打ち上げ前の1ヶ月間で回収軌道へ移動するための3回の軌道制御（PRO）を実施する予定であったところ、2回の制御を実施し、3回目の制御の前に故障が判明した。回収までにSFUの3回目の制御は実施せず残存するスラスタもなるべく使用しないこととしてスペースシャトル側が接近する方法に変更し、シャトルの打ち上げウインドウも60分から45分に短縮された。ただし、シャトル側の異常に備えてSFU側も制御を行うハイブリッドランデブ方式にも対応可能なように準備されていた。故障した2個のスラスタ（L8、L11）は回収後に検査した結果、スラスタ燃焼室の手前のインジェクタ部が閉塞したことが原因と判明し、成分分析の結果から余剰であったOリング潤滑剤が推薬のヒドラジンと高温環境によって固形成分が残ったものと推測された。

### 通信系
- 通信周波数帯：Sバンド[8]
- 通信速度
  - 対地上：1kbps、16kbps、128kbps
  - 対シャトル：1kbps
  - レコーダ容量：4Mビット、80Mビット

## 運用管制
SFUと通信する地上局は、ISASの内之浦局（鹿児島宇宙空間観測所）を主局として、NASDAの沖縄追跡管制所をその代替局として、NASAのDSN4局（ゴールドストーン、キャンベラ、マドリード、ワロップス）とチリ大学サンチャゴ局を初期フェーズ・回収フェーズ・可視時間拡大のために使用した。スペースシャトルとのランデブーに対応するにあたって、日本の地上局だけでは可視時間が不足するために外国の地上局を使用する必要が生じたが、外国の地上局を使って人工衛星とリアルタイムに交信するのはISASにとって初めての事例だった。
SFUの運用はISAS相模原キャンパス内に相模原運用センター（SOC）から行われ、システムは複数の計算機を接続する必要からUNIXOSとイーサネット回線で統一した運用管制システムとして新規に構築された。運用管制システムはどの地上局を経由して通信する場合でもSFUゲートウェイを通すことで運用センター側から同様の手順で使用できるように設計され、またフライトの度に異なる実験装置を搭載するシステムであることから、装置間の通信には標準化されたSFU標準フォーマットを使用した。スペースシャトルを管制するヒューストン・ミッション管制センター（MCC）とは指令電話回線が複数本接続されて回収ミッション及び、その訓練で使用された。

## その他
- 計画初期は打ち上げもスペースシャトルによる輸送で検討されていたが、1986年のチャレンジャー号事故の影響等で計画を変更し、当時開発中であったH-IIロケットによる打ち上げに決まった[24]。
- 二か国による宇宙輸送システムを使用し、世界初の国際宇宙輸送となった[25]。
- 回収されたSFUはアメリカに着陸するため、日本に輸送する際には輸出・輸入の扱いとなり、宇宙を経由して再輸入する日本で初めての事例であった[26]。
- 回収後の検査により、約30m2の面積に対してスペースデブリ[注釈 4]の衝突痕が800個以上確認された[27]。東京科学博物館の実機展示ではペイロードユニットのアルミパネルはほとんど取り外されているが、シャトルとの接続インターフェイス付近に痕が複数確認できる[28]。

## 第2回ミッションの検討と展示

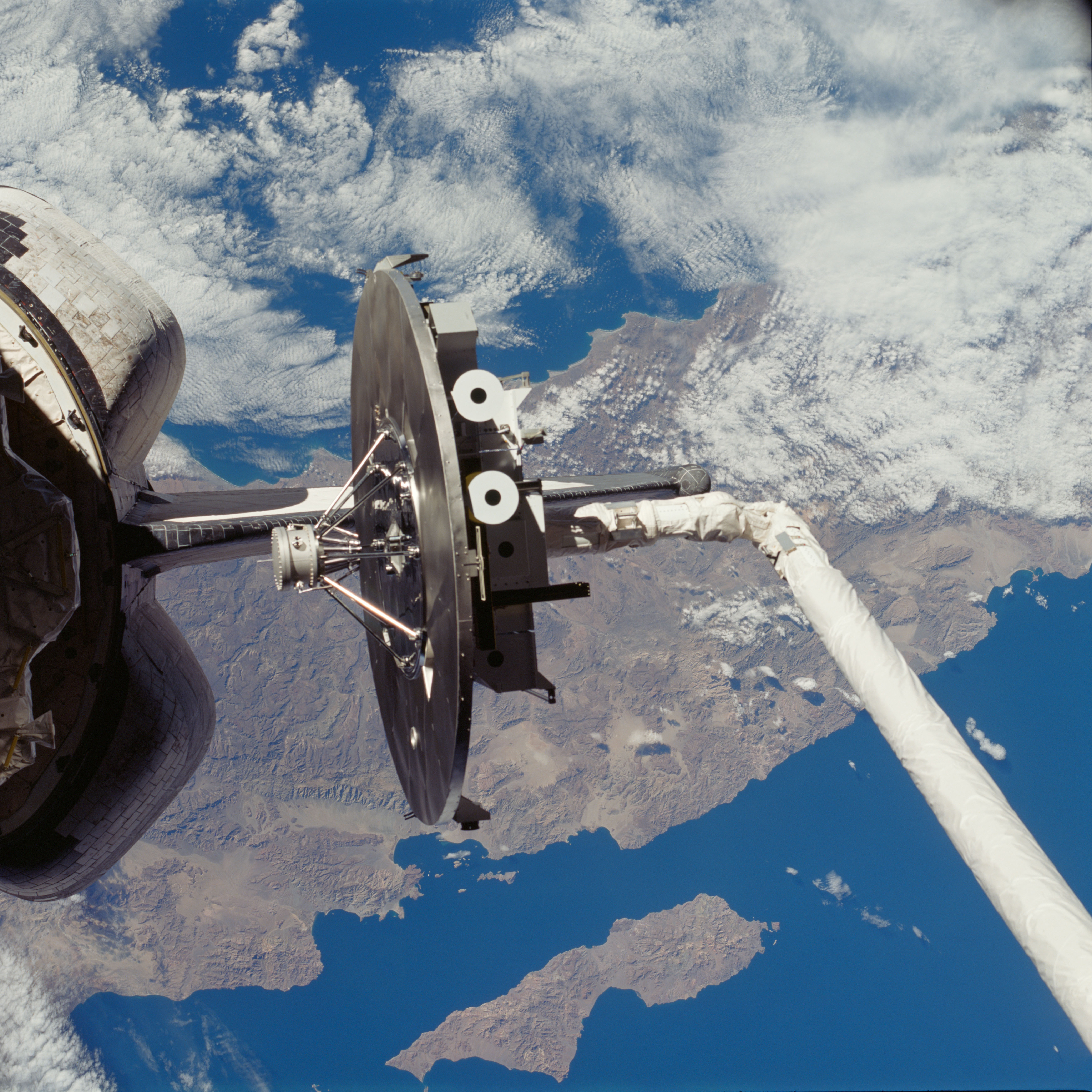
ウェイクシールドファシリティ（STS-80での実験時）

SFUは設計上、一部の部品交換や再使用処理を経てコアシステム部分については5回のフライトに使用可能なものとして開発された。2回目に搭載されるミッションは初回のミッション選定時から既に提案が進んでおり、太陽熱機関発電やテザー衛星、レーザー推進、マイクロ波電力伝送などが候補として挙がっていた。2回目以降の運用については計画通り通産省に移管されたが財政面の事情などで進展せず、スペースシャトルで3度実験されているNASAとヒューストン大学によるウェイクシールドファシリティをSFU-2に搭載することでシャトルを使用する費用負担の低減を検討していた。しかし、1997年にNASAがSFU-2搭載ミッションとしての参画が難しいとの判断を受けて、日本側の三省庁連絡会議でSFUの計画終了が決定した。
1回目のフライトから回収された後の検査でも構造部材等の状態は良好であり、各搭載機器は関係実施機関において再打ち上げに備えて保管されていた。プロジェクト終了と時期を同じくして、国立科学博物館に新しい展示館の建築が承認となり、そこでSFUを展示することが交渉され建築が完了するまで引き続き保管されることとなった。建物の完成後、再組立てでは既にプロジェクトが解散していたことから予算をがなく、プロジェクト関係者によるボランティアと学生の作業支援によって運用形態に近い状態へ組み上げられた。

## ギャラリー
- 太陽電池パドルを投棄した状態
- スペースシャトルに収容される様子
- スペースシャトルに収められた様子
- SFUを搭載してケネディ宇宙センターに着陸するエンデバー号
- 国立科学博物館に展示されている実物
- 搭載されていたIRTS（赤外線宇宙望遠鏡）の実物
- 回収にあたったSTS-72ミッションのパッチ

## フリーフライヤ
本来「フリーフライヤ」という名称は本機を指す固有の名称ではなく、他の宇宙機から分離独立して飛行する宇宙機を指し、日本では主に回収型の無人宇宙実験システムやその宇宙機の種類を指す呼称であった。SFU以外にもSFUの回収ミッションが行われたSTS-72のミッションの一つであったOAST-Flyerや、ESAのEURECAもフリーフライヤと呼ばれた。
フリーフライヤは実験中の一定期間を無人の独立した宇宙機として微小重力環境を提供することが求められ、スペースラブや当時検討開発中であった宇宙ステーションのような多目的の有人ミッションを行う宇宙機の実験室よりも熱や振動等の条件が良好であることが期待された。当時の日本の宇宙開発としては未経験の領域となる、実験中のすべての動作を完全に無人で実施する必要があるため、産業用オートメーションのような自動化や搭載コンピュータで自律的に故障を自己診断する機能が必要になると考えられた。
また「Free-fryer」の呼び方は、少なくとも1976年頃のNASAのスペースシャトル関連の資料には確認できる。現在のような宇宙利用の形態が定まっておらず実用的な人工衛星の少なかった1980年代後半ごろには、マンテンデッド（有人支援型）フリーフライヤの構想や、昨今に言う地球観測衛星・静止通信衛星・宇宙望遠鏡のような人工衛星もフリーフライヤの概念に含まれ、大型の有人施設を宇宙基地、フリーフライヤのうち宇宙基地の構成要素となるようなものや複数のミッション機器を搭載したものをプラットフォームというように区別される傾向があった。